# Ulu Aer
Ulu Aer is een bestuurslaag in het regentschap Padang Lawas van de provincie Noord-Sumatra, Indonesië. Ulu Aer telt 376 inwoners (volkstelling 2010).